# 浜田信也
浜田 信也（はまだ しんや、1979年7月13日 - ）は、東京都出身の俳優。
愛称は「浜ちゃん」。吉住モータース所属。

## 来歴
関西大学経済学部卒業。2004年に劇団イキウメに加入し、俳優デビュー。以降、舞台作品を中心に活躍。所属する劇団イキウメの作品にはほぼ全作品出演している。2013年に業務提携により、吉住モータース所属となる。
2013年には『ミッション』 、『The Library of Life まとめ＊図書館的人生（上）』で、第47回紀伊國屋演劇賞個人賞を受賞。
2023年には『ハヤブサ消防団』（テレビ朝日系）で、聖母アビゲイル教団に所属する弁護士役を怪演し、話題となる。

## 人物

### 役者として
どんな役柄でも一つのイメージに固執する事なく、予断を持たずに取り組むことをモットーとしている。ニートや引き込もり、生真面目でナイーブな役から、掴みどころがないお調子者役まで、多角的に演じることができる。

### 趣味・特技
読書を趣味としており、中でも司馬遼太郎や寺山修司の作品を好む。
特技はバスケットボール、水泳。

## 出演

### テレビドラマ
- 撮らないで下さい!!グラビアアイドル裏物語 第10話（2012年） - 石田ディレクター 役[7]
- 罪人の嘘 （2014年）[5]
- 癒し屋キリコの約束（2015年） - 柿沢正義 役[5]
- ワカコ酒 Season2 第8話（2016年）[5]
- ホリデイラブ 〜夫婦間恋愛〜番外編『10年前の2人・高森夫妻編』 [5]
- 99.9-刑事専門弁護士- Season2 第8話（2018年） - 東野真治 役[5]
- 腐女子、うっかりゲイに告る（2019年）[5]
- サイン－法医学者 柚木貴志の事件－ 第4話（2019年） - 和久田昇 役[5]
- ボイス 110緊急指令室 第7話（2019年）- 三上 役[8][5]
- あのコの夢を見たんです 第10話（2021年）[5]
- おじさまと猫（2021年） - 佐々木室長 役[5]
- 大豆田とわ子と三人の元夫 第4話（2021年） - 五条廣務 役[5]
- わげもん〜長崎通訳異聞〜（2022年） - 野田立之助 役[5]
- 大川と小川の時短捜査（2022年） - 岡村智之署長 役[5]
- 勝利の法廷式 第3話（2023年）- 検察官 役[5]
- ラストマン-全盲の捜査官- 第2話（2023年） - 青柳直哉 役[5]
- 風間公親ー教場0ー 第6話（2023年） - 苅部達郎 役[9]
- ハヤブサ消防団 第5話、第7話、第8話、第9話（2023年） - 杉森登 役[6]
- いちばん好きな花 第1話（2023年）- 馬場 役[5]
- ブギウギ（2024年） - 木村アナウンサー 役[10][5]
- 不適切にもほどがある! 第4話（2024年） - 大館マネージャー 役[11]
- リビングの松永さん 第7話、第10話、最終話 （2024年）- 甘利 役[12][5]
- ユーミンストーリーズ 春よ、こい 第1話（2024年） - 伊勢田英司 役[5]
- 花咲舞が黙ってない 第3シリーズ 第2話（2024年4月20日、日本テレビ）- 雲井英一郎 役[13]
- JKと六法全書 第5話 - 最終話（2024年5月17日 - 6月7日、テレビ朝日） - 倉本京介 役[14]
- 民王R （2024年、テレビ朝日）- 神谷賢介 役
- 無能の鷹 最終話（2024年11月29日、テレビ朝日） - 六角径 役[15]
- TRUE COLORS 第3話（2025年1月19日、NHK BS・BSプレミアム4K） - 小村 役[16]
- 法廷のドラゴン 第4話（2025年2月7日、テレビ東京） - 西岡継彦 役[17]

### 映画
- 踊る大捜査線 THE MOVIE3 ヤツらを解放せよ!（2010年）[5]
- 踊る大捜査線 THE FINAL 新たなる希望（2012年）[5]
- ちょっと今から仕事やめてくる（2017年）[5]
- アイムクレイジー（2017年）[5]
- 散歩する侵略者（2017年）[5]
- 殺人鬼を飼う女（2019年）[5]
- 夏への扉 -キミのいる未来へ-（2021年）[5]
- 遠いところ（2023年）[5]

### 舞台
- イキウメ 2025年新作公演『ずれる』（2025年5月11日 - 6月8日、シアタートラム / 6月12日 - 15日、ABCホール）[18]
- パルコ・プロデュース2025『ヴォイツェック』（2025年9月23日 - 28日〈予定〉、東京芸術劇場 プレイハウス / 10月3日 - 5日〈予定〉、岡山芸術創造劇場 ハレノワ 中劇場 / 10月8日・9日〈予定〉、JMSアステールプラザ 大ホール / 10月18日・19日〈予定〉、J:COM北九州芸術劇場 大ホール / 10月23日 - 26日〈予定〉、兵庫県立芸術文化センター 阪急中ホール / 10月31日 - 11月2日〈予定〉、穂の国とよはし芸術劇場PLAT 主ホール / 11月7日 - 16日〈予定〉、東京芸術劇場 プレイハウス） - アンドリュー 役[19][20]